# オフィチーネ・パネライ

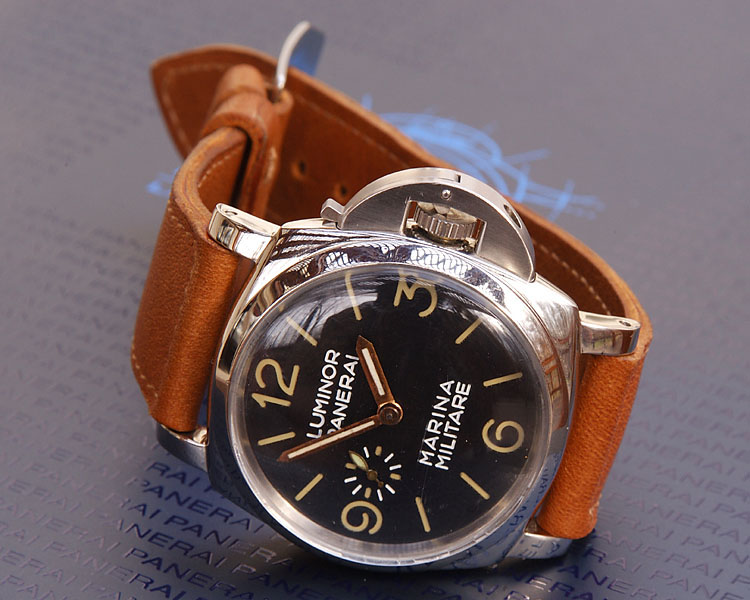
パネライを代表する製品である軍用腕時計、マリーナミリターレ

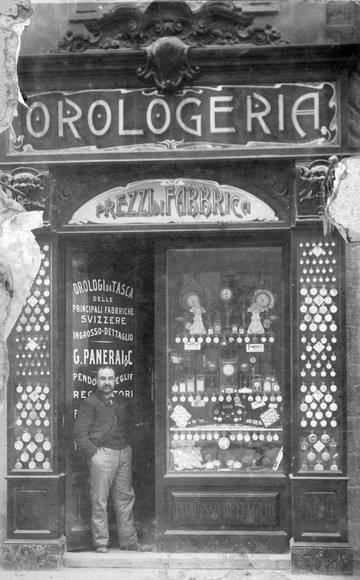
ジョヴァンニ・パネライと彼が創業したスイス時計店（フィレンツェ、1860年）

オフィチーネ パネライ（OFFICINE PANERAI）は、イタリアの高級腕時計ブランドである。通称パネライ。
2017年現在はリシュモングループの傘下にある。

## 歴史
1860年にジョヴァンニ・パネライ（Giovanni Panerai 、1825年 - 1897年）によってフィレンツェに設立された精密機器メーカーであり、現在でも温度計、湿度計、気圧計、クロノメーターなどを生産している。潜水用装備品のメーカーとしても著名であり、携行深度計や潜水灯も手がけている。
1966年、アルノ川の大洪水により被災し、多くの社内資料を失う。
1972年に三代目のジュゼッペ・パネライが死去したのに伴い、海軍出身のディノ・ゼイ（Dino Zei）が社長に就任。社名を"Guido Panerai e Figlio"からオフィチーネ・パネライに変更した。

## イタリア海軍向けダイバーズウォッチ
1930年代、パネライ社は精密機器納入業者であった縁でイタリア海軍より潜水部隊用時計の製作依頼を受けた。パネライ一族が経営していた「スイス時計店」（Orologeria Svizzera ）が当時代理店だった縁でロレックスから防水ケースのノウハウやムーブメントの供与を仰ぎ、特殊潜水部隊のための軍事用ダイバーズウォッチ「ラジオミール」を1936年試作し1938年製品化した。名称の由来は1910年に自社開発した、ラジウムを含む夜光塗料“ラジオミール”を使用したことによる。
この“ラジオミール”は、潜水服の上から装着できるようベルトは長く、視認性を保つためケースはφ47mmもある。また、暗所での視認性を第一に考え、上述の夜光塗料“ラジオミール”の強い発光を最大限に活かすため、文字盤のインデックスに夜光塗料を塗布するのではなく、文字盤を二重式とし、夜光塗料を塗布した下板に、黒地にアラビア数字と棒形のインデックスを型抜きした上板を重ねる、という構造となっていることが特徴である。
第二次大戦中、ラジウムを含有するラジオミールに代わり、新たにトリチウムを用いた“ルミノール”が開発され、それを搭載したモデルが納入された。この“ルミノール”の特徴は、大型のリューズガードを装備するようになり、これにリューズを押さえるレバーを取り付けることによってリューズの密閉度を上げ、当初の100m防水から大幅に上回る200m防水を達成した点である。このリューズガードとレバーは現在も続くパネライデザインの特徴となった。

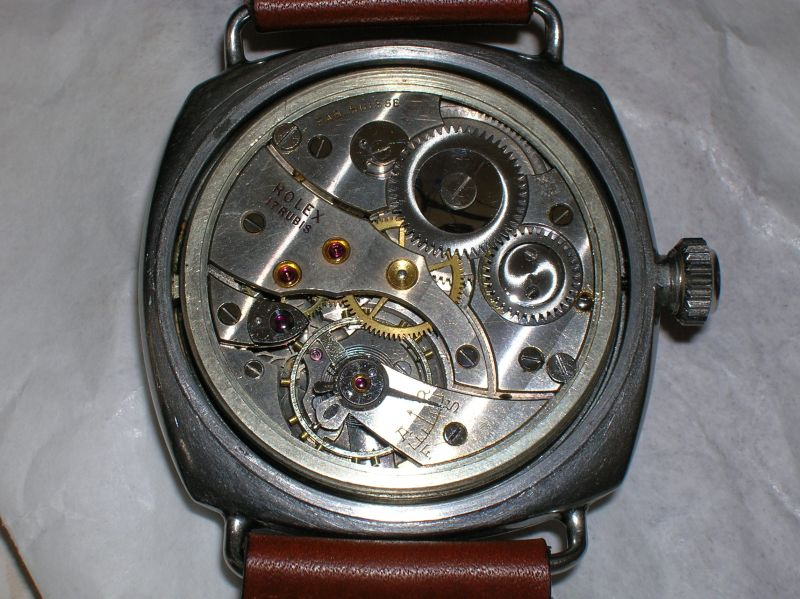
ラジオミール3646に搭載されている、ロレックス製 cal.618ムーブメント
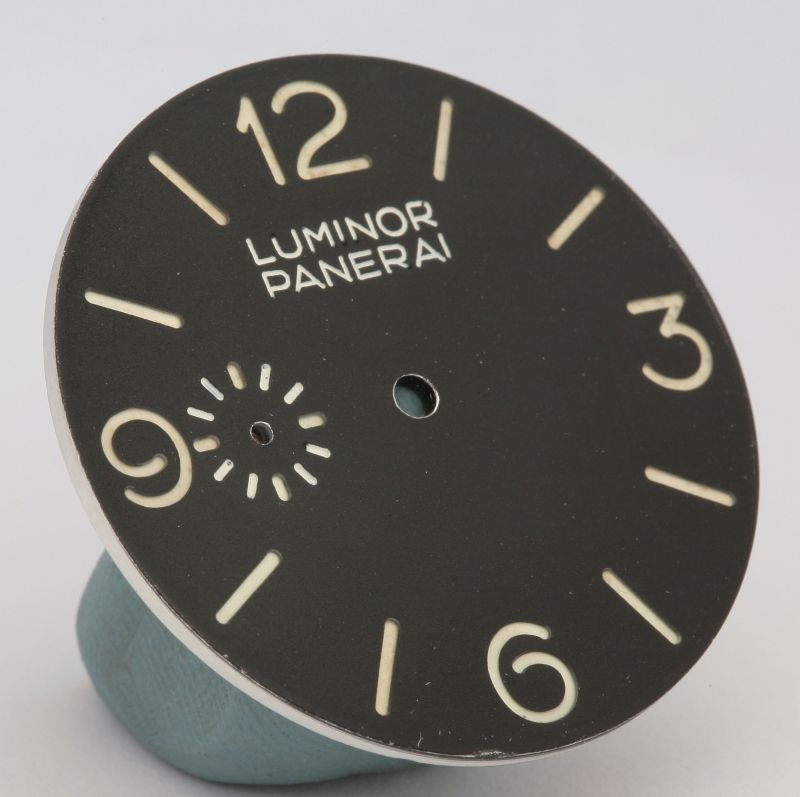
パネライ製腕時計の特徴である、二重式文字盤
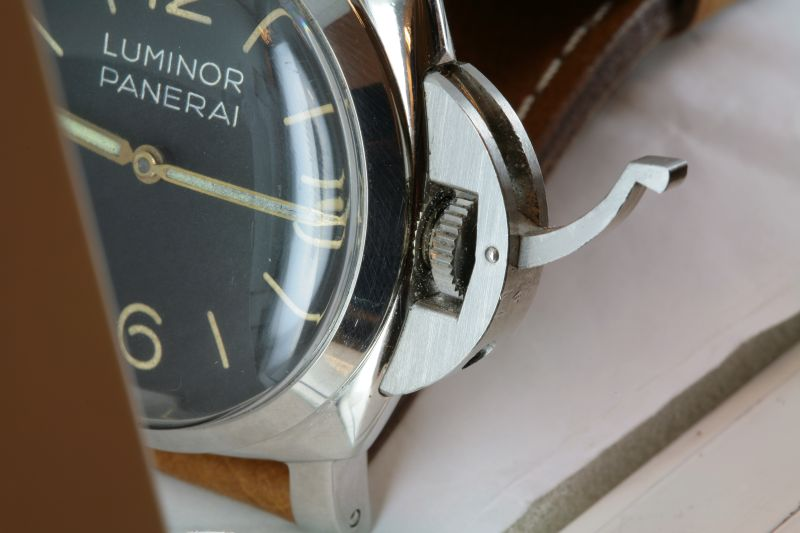
大型リューズガードとリューズ押さえレバー

1943年には海軍将校向けクロノグラフの開発にも着手し、“マーレ ノストゥルム(Mare Nostrum)”の名称で少数の試作品が完成したが、本格的に量産されることはなかった。なお、パネライ製腕時計のムーブメントは1940年代にアンジェラス製に変更された。
ラジオミールはアレクサンドリア港攻撃を敢行したイタリア海軍特殊潜水工作隊（人間魚雷部隊）によって使用され、夜間の海中において高い視認性を発揮し、作戦に参加し捕虜となったエミリオ・ビアンキは戦後「この時計がなかったら、作戦そのものが遂行不可能だったであろう」と証言している。パネライ製のダイバーズウォッチは、その後イタリア軍の他エジプト軍、イスラエル軍などで制式採用された。1956年に開発されたエジプト軍向けモデルは、φ60mmという大型のケースサイズに、ケースと一体化したデザインの回転ベゼルとリューズガードを備えており、“エジツィアーノ(Egiziano)”と呼称され、後に限定モデルの一つとして民生向けにも発売された。1960年代にはイスラエル軍潜水部隊の要求に応じて、ケース左側に回転ベゼルをロックするためのガード付きネジのついたモデルが試作され、このモデルは“ドッピオ ポンテ(Doppio ponte：「（眼鏡の）ダブルブリッジ」の意)”と通称されている。
2017年現在パネライがイタリア軍向けに開発した最後のモデルは、1985年に試作品が完成したダイバーズモデルで、発注にあたりこれまでのものよりも遥かに高い防水性に加え、高度な耐磁性と従来のものに対して軽量であることが求められていた。このモデルは設計耐圧深度1,000m、ケースにチタニウムを採用、ムーブメントにはETA製のものを使用し、ケースと風防ガラスの材質が異なる複数の試作品が製作されている。最終デザインとされたモデルは、ロックレバー付きの大型のリューズガードなど全体のデザインは従来の“パネライ・スタンダード”に則っているものの、文字盤は二重式ではなく、インデックスのアラビア数字の字体もそれまでパネライの製品に使われているものとは異なっていた。このイタリア軍向け新型ダイバーズウォッチは軍の試験に合格して採用が決定したものの、量産発注がなされず、試作のみに終わっている。

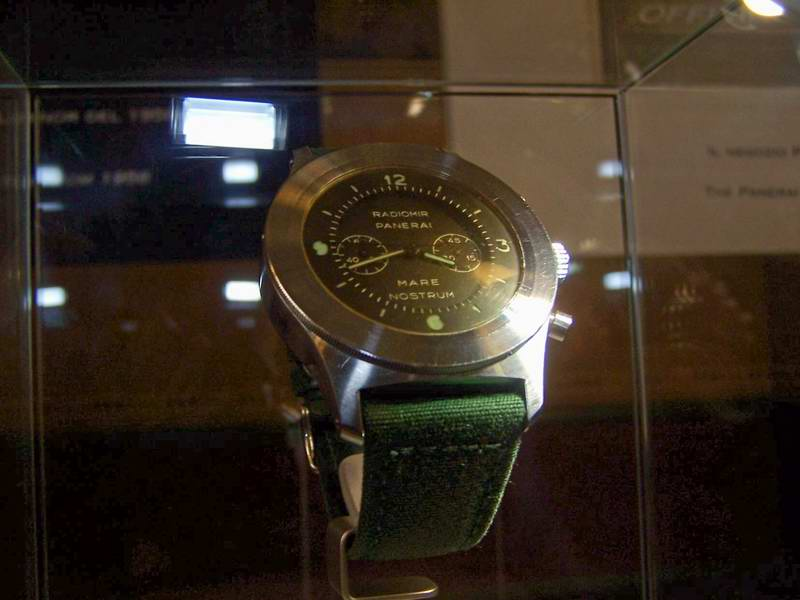
マーレ ノストゥルム(Mare Nostrum) 試作モデル
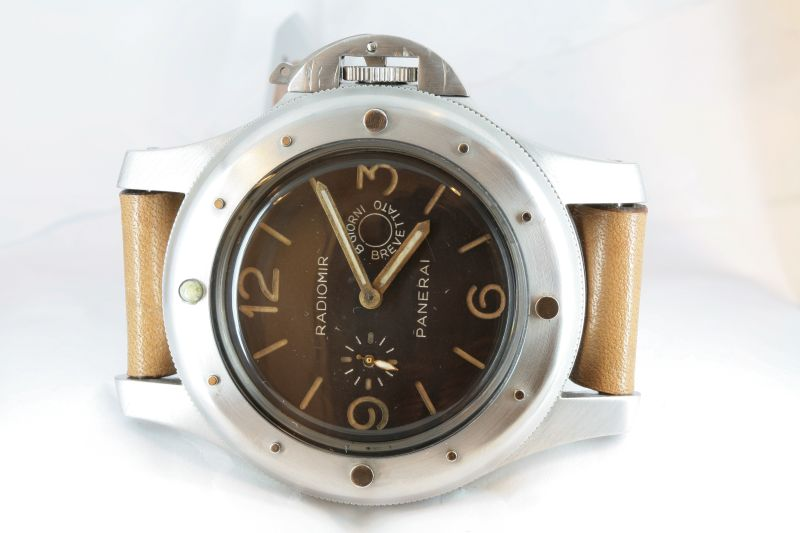
エジプト軍向けモデル、エジツィアーノ(Egiziano)
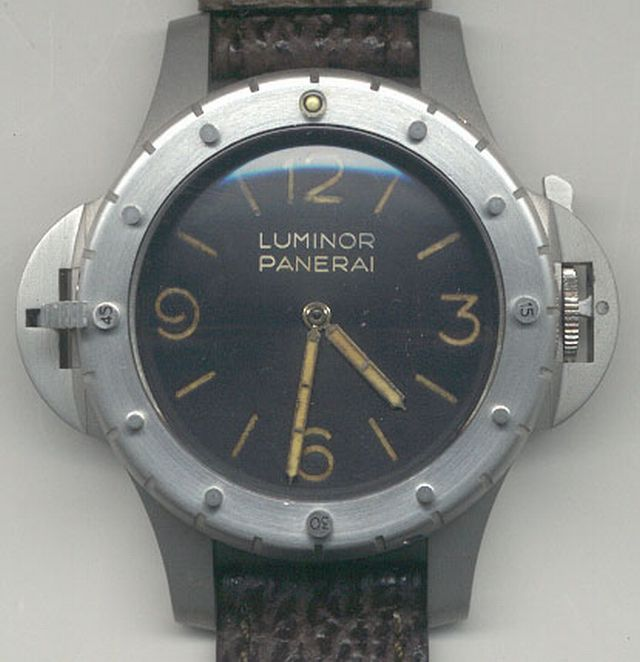
イスラエル軍向け試作モデル、ドッピオポンテ(Doppio ponte)
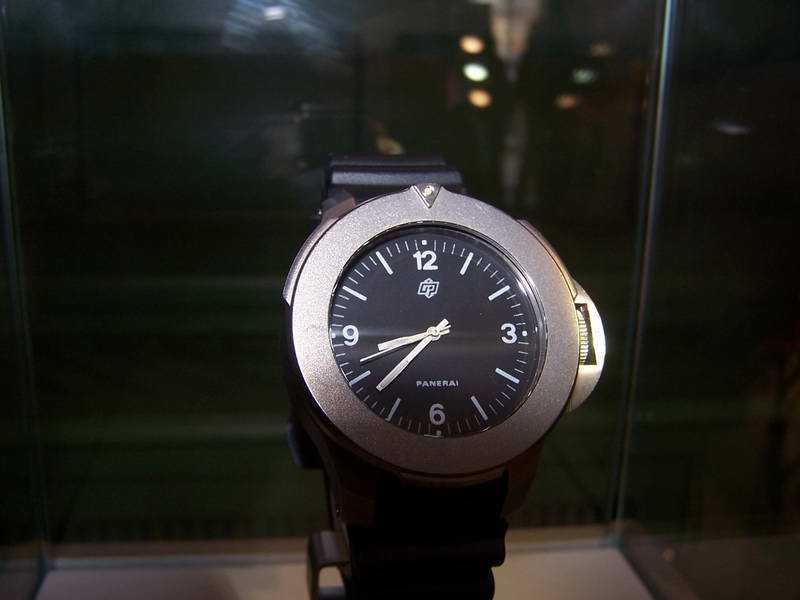
1985年に製作された試作モデル

なお、軍事機密の指定は解除されているものの、21世紀においてもパネライのダイバーズウォッチはイタリア軍へ納入されているが、イタリア海軍特殊部隊(COMSUBIN)隊員に実際に使用している時計を質問したところ、圧倒的にカシオのGショックであるとの返答を得たとされる。

## 民生用高級腕時計メーカーとして
パネライの手がける腕時計は長らく軍用のみであり、それらは軍用品として民間向けの販路に出すことが制限（事実上の禁止）されており、またイタリアを始め軍の制式採用品とされたものには軍事機密の制限がかけられていた。そのため、パネライの腕時計が民間市場に出されることはほぼ存在しなかったが、軍需専門の精密機器メーカーだったために東西冷戦の終結とともに業績不振に陥り、その打開策の一つとして、イタリア軍との軍需契約（軍用制式品のみを製造・販売することを義務とした契約）の終了する1993年より、一般向け時計の製造、販売を限定的に開始した。
1997年からスイスのコングロマリット、ヴァンドームグループ（現リシュモン）の傘下に入ってその時計ブランドとなった。ヴァンドーム傘下となる以前のパネライの時計は「プレ・ヴァンドーム」と呼ばれ、アンティーク/ユーズド市場で珍重される。リシュモン傘下になったのに伴い、ディノ・ゼイらは新たにミリタリー腕時計メーカーの「アノーニモ」を設立している。
1998年、パネライは民間向け腕時計市場に国際的にデビューし、いわゆる「デカ厚ブーム」と言われる大型で厚い時計の流行の火付け役となり、近年の腕時計の大型化のトレンドを生んだと評価されている。ただし、この頃の時計は外観こそ軍用時代を忠実に再現していたが、ムーブメントはETA等の安価な汎用品を採用していた。
2005年に自社製ムーブメントを搭載した時計を発表し、マニュファクチュール化した。自社開発はしているが、ムーブメントの製造ラインは同じリシュモン系列のヴァル・フルリエが担当している。

### デザイン
パネライの腕時計のデザインの特徴としては、前述の大型ケースや大型リューズガード、二重式文字盤の他に、9時位置（文字盤の左側）にスモールセコンドがある点である。この位置にスモールセコンドが配置されているデザインは、軍用・民間向け共に珍しく、パネライ以外ではあまり見られることはない。なお、「大きくて厚い」ケースデザインはパネライの最大の特徴ともいえるものだが、2014年には薄型自社製自動巻きムーブメントであるCal.4000を発表し、ケース厚を抑えた薄型モデルを投入し、新たな主力製品として位置づけている。

### 代表的なレギュラーラインナップ
パネライの現状のラインは、まず大まかに、手巻きモデルからなるヒストリックライン、自動巻きモデルからなるコンテンポラリーラインに大別される。ムーブメントによる分類は、次のとおりである。
ヒストリック
OPキャリバー
汎用ムーブメントで、ベーシックな2針、3針仕様が中心。
キャリバーP.2000系
パネライが初めて手がけた自社製造ムーブメントで、8日巻きで第2時間帯表示やパワーリザーブ表示を搭載するなど多機能ハイエンドなムーブメントとなっている。
キャリバーP.999系
自社製造ムーブメントだが、薄型でシンプル、ベーシックなタイプ。
コンテンポラリー
OPキャリバー
汎用ムーブメントで、ベーシックな3針のほか、クロノグラフ、GMT/アラームなどを展開。
キャリバーP.9000系
自動巻きで自社製造ムーブメントとしてはミドルレンジ。3日巻き（72時間パワーリザーブ）で、第2時間帯表示やパワーリザーブ表示が付くものもある。
キャリバーP.2000系
10日巻き（240時間パワーリザーブ）、かつ自動巻きの安定したハイエンドムーブ、Cal.P.2003とその派生機の搭載モデル。機能は手巻きのキャリバーP.2000系と同じ。
ケースに着目すると、次のタイプに分けられる。
ルミノール（LUMINOR ）
ボリューム感のあるクッションケースで側面から見た造形は角張った印象がある。主にOPキャリバーを搭載。ケース径φ40mmもしくはφ44mm。リューズガード付き。
ルミノール1950（LUMINOR 1950 ）
正面はルミノールケースだが、側面から見ると一段と厚く、ただし鉢型に成形。自社製ムーブメントを多く搭載する。ケース径φ44mmもしくはφ47mm。リューズガード付き。
ルミノール サブマーシブル（LUMINOR SUBMERSIBLE ）
ルミノール/ルミノール1950の発展型で、ベゼルを厚い逆回転防止ベゼルにしたダイバーズタイプ。リューズガードも備える。
ラジオミール（RADIOMIR ）
オリジナルのラジオミールウォッチに忠実な形状で、正面はクッションだが、側面から見ると流線型にシェイプされた形状。OPキャリバー、自社ムーブメントを問わず搭載する。ケース径φ42mm、φ45mm、φ47mmの3サイズがある。
名前の由来はパネライが自社開発しオリジナルの時計製品「ラジオミール」に使用された夜光塗料「ラジオミール」であるが、この夜光塗料は含有されるラジウムが現在では使用が規制されている放射性物質であるため、現行のラインナップとして復刻された「ラジオミール」には使用されていない。
ラジオミール1940（RADIOMIR 1940 ）
ラジオミールのデザインを継承しつつ、新開発の薄型ムーブメントであるCal.P4000により、ケース厚を従来よりも大幅に薄くしたモデル。

### 代表的な限定ラインナップ
パネライではレギュラーラインナップとは別に毎年限定モデルを発表している。
ルミノール1950 PAM127 (LUMINOR 1950 (PAM00127)
2002年、1950本限定発売。通称127番と呼ばれる希少モデル。ユニタス製6497ムーブメントを21600振動に改良、ブリッジデザインを変更したOP11を搭載。軍用ラジオミールに採用されていた二重文字盤を採用し、パネライ最大サイズであるケース径φ47mmを採用。ブラスト仕上げのフィッシュテールバックル装着。第二次大戦中の軍用タイプを忠実に再現したモデル。限定モデルの中でも特に需要が高く、市場に出回ることが少ない。
レフトハンデッド (Left-Handed)
リューズが左側にあるモデル。ルミノール/ラジオミールの各モデルがあるが、いずれも限定モデルとして製造・販売されている。
マリーナミリターレ PAM217(MARINA MILITARE (PAM00217)
2005年、1000本限定発売。ケース径φ47mm。“レフトハンデッドモデルの一つ。
ルミノールシーランド(LUMINOR SEALAND)
懐中時計のハンター型ケース同様、文字盤前面を覆う金属製の上蓋を設け、上蓋の表面に精緻な彫刻を施した装飾モデル。
ルミノールシーランド・ジュール・ヴェルヌ(LUMINOR SEALAND JULES VERNE (PAM00216)
2005年、100本限定発売。ケース径φ44mm。カバーにジュール・ヴェルヌの著作である海底二万里の主人公ネモ船長がノーチラス号の艦橋で天測を行う様子をレリーフしたもの。
マーレ ノストゥルム(MARE NOSTRUM)
1940年代に試作された海軍向けクロノグラフを復刻したもの。
エジツァーノ(Egiziano (PAM00341)
2009年発売。ケース径φ60mm。1950年代にエジプト軍向けに開発されたモデルを復刻したもの。

## 販売戦略
1998年に民間向け腕時計市場に参入して以来、パネライは一貫して「長年、納入は軍隊向けに限定され、軍用として高い評価を受けていた」として、その希少性と実用品として高く評価されていたことをブランドイメージの核に据えていた。
しかし、民間市場参入以後は他の企業との提携やタイアップも積極的に行っている。2005年にはフェラーリと5年間の提携契約を結び、数々のコラボモデルを発売したが、商業的にうまくいったとは言い難く、2010年に契約を更新せず提携解消した。
パネライの宣伝戦略で特徴的なものは、映像作品に積極的に登場させて宣伝の主軸としたことで、2002年公開のフランス・アメリカ合作映画『トランスポーター』（製作・脚本：リュック・ベッソン）では、主人公フランク・マーティン（演：ジェイソン・ステイサム）が愛用する時計として主人公のキャラクター性を演出する小道具の一つとして登場、以後のシリーズにも引き続き登場し、一挙にパネライの知名度を高めた。
パネライはハリウッド（アメリカ映画界）との関係も深いが、特に映画俳優シルヴェスター・スタローンはパネライが民間市場に参入した当初、“プレ・ヴァンドーム”時代から特注品を発注するなど、愛好家として知られている。パネライではスタローンの特注による「スライテック・モデル」（スタローンの愛称である「スライ」に由来）も製作し、スタローンの出演映画『デイライト』でも使用され、現行のクロノグラフにも「デイライト」の名を付けているものがあるなど、同社とスタローンの繋がりは深いもので、パネライとスタローンは重要なビジネスパートナーシップを築いている。
なお、パネライは年間生産量を限定することにより希少価値を高めているため、限定モデル以外のレギュラーラインナップであっても、発売後は入手にはある程度の困難が伴う。